# Mary Collinson
Mary Collinson (Sliema, 22 de julio de 1952 - 23 de noviembre de 2021) fue una modelo y actriz maltesa. Fue elegida Playmate del Mes para la revista Playboy en octubre de 1970, junto a su hermana gemela Madeleine Collinson. Fueron las primeras gemelas idénticas en ser Playmates. 

## Biografía
Las gemelas Collinson llegaron a Gran Bretaña por primera vez en abril de 1969, y antes de su aparición en Playboy una de las primeras personas en utilizarlas fue el fotógrafo de glamour y director de cine Harrison Marks que las eligió como criadas picantes para su corto Halfway Inn. La película, hecha para el mercado de 8 mm, fue realizada entre su llegada a Gran Bretaña y julio de 1970, cuando un fotograma de la película fue usado en un anuncio de Marks en la revista mensual Continental Film Review.
Su hermana está citada en The Playmate Book cuando dice que Mary tiene dos hijas y ahora vive en Milán con un "señor italiano," con quien ha permanecido durante más de veinte años.

## Filmografía
- Some Like It Sexy (1969)
- Permissive (1970)
- Groupie Girl (1970)
- She'll Follow You Anywhere (1971)
- The Love Machine (1971)
- Twins of Evil (aka Twins of Dracula) (1971)

## Apariciones notables como invitada en televisión
- The Tonight Show presentado por Johnny Carson el 16 de septiembre de 1970

## Apariciones en revistas
- Impact '70 revista 1970 Vol. 1. Núm. 1: "Double Exposure" foto-historia hecha de fotogramas de "Halfway Inn".
- Mascotte  revista agosto de 1970: "Mary Collins", fotografías desnuda, y "Miss Mascotte", desplegable.
- Cinema X revista 1972 Vol.4 Núm.3: "Those Curvy Collinsons meet The Love Machine"
- Titbits  revista 11 de julio de 1973: "Which Twin has the Twinge"